# Тара Хайланд
Тара Хайланд (на английски: Tara Hyland) е английска писателка на произведения в жанра любовен роман. Пише и под псевдонима Тара Бонд (на английски: Tara Bond).

## Биография и творчество
Тара Хайланд е родена на 14 юли 1976 г. в Кингстън на Темза (сега част от Голям Лондон), Съри, Англия. Мечтае да стане писателка и на тринайсет години печели конкурс за млад автор на годината. Родителите ѝ обаче настояват за друга кариера и тя завършва история в Гонвил енд Кийз Колидж на Кеймбриджкия университет. След дипломирането си работи за кратко като журналист, а след това като счетоводител и финансов аналитик. Въпреки успешната си кариера мечтата ѝ да бъде писателка не я няпуска и през свободното си време пише за удоволствие трилъри и чиклит.
С подкрепата на съпруга си в началото на новия век решава да опита да се насочи към писателска кариера. Изготвянето на първия ѝ ръкопис ѝ отнема шест години, но се увенчава с успех и три големи издателства наддават за правата му.
Първият ѝ любовен роман „Дъщери на съдбата“ е издаден през 2010 г. Красивата Кейти има бурна, но кратка, афера със собственика на престижната модна къща „Мелвил“ – богатия и женен Уилям Мелвил. Плод на любовта им е дъщеря им Кейтлин. Шестнадесет години по-късно, след смъртта на майка си, Кейтлин се установява в имението на семейство Мелвил, където е посрещната враждебно от другите дъщери на Уилям – Елизабет и Амбър. Когато къща „Мелвил“ е заплашена от фалит, те трябва да се обединят, за да я спасят. Книгата става бестселър и е преведена на различни езици.
По-късно започва да пише по-еротични любовни романи под псевдонима Тара Бонд, През 2015 г. от този жанр е издаден романа ѝ „Красив лъжец“, който също е бестселър.
Тара Хайланд живее със семейството си в Лондон.

## Произведения

### Като Тара Хайланд

#### Самостоятелни романи
- Daughters of Fortune (2010)
Дъщери на съдбата, изд.: ИК „Хермес“, Пловдив (2011), прев. Нина Руева
- Fallen Angels (2011) – издаден и като „Sins of the Mother“
Дъщери на греха, изд.: ИК „Хермес“, Пловдив (2012), прев. Нина Руева

### Като Тара Бонд

#### Самостоятелни романи
- Beautiful Liar (2015)
Красив лъжец, изд.: ИК „Хермес“, Пловдив (2016), прев. Мария Демирева
- Sweet Deception (2015)
Сладка заблуда, изд.: ИК „Хермес“, Пловдив (2016), прев. Мария Демирева